# Кабанов, Фёдор Константинович
Фёдор Константи́нович Каба́нов (10 декабря 1878, Вологодская губерния — после 1917) — крестьянин, торговец-маслодел, волостной старшина (1906—1910), депутат IV Государственной думы Российской империи (1912—1917) от крестьян Вологодской губернии.

## Биография
Родился 10 декабря 1878 года в деревне Поповская Заболотско-Юковской волости Кадниковского уезда (Вологодская губерния) в крестьянской семье. По одним данным окончил начальное земское училище, по другим — получил домашнее образование.
С 1906 по 1910 год занимал пост волостного старшины. В этот период был также земледельцем, торговал хлебом (мелкий торговец) и владел маслодельным заводом. Последний был оценён в 4000 царских рублей. Владел земельным наделом в 22 десятины (около 24 га).
20 октября 1912 года крестьянин-хлебопашец и бывший волостной старшина Ф. Кабанов был избран в Четвёртую Государственную думу Российской империи от съезда уполномоченных от волостей Вологодской губернии (стал депутатом от вологодских крестьян).

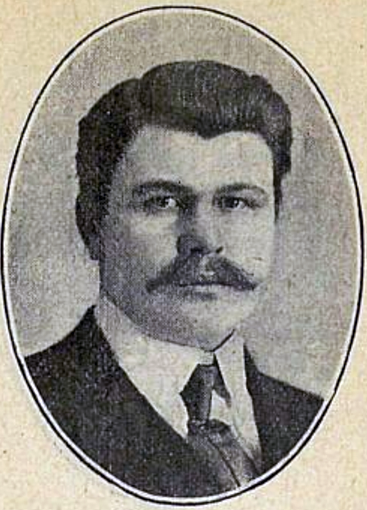
Ф. К. Кабанов в 1913 году

В IV Думе примыкал ко фракции Конституционно-демократической партии (являлся «прогрессивным»). Был членом четырёх думских комиссий: по делам православной церкви, сельскохозяйственной, бюджетной и комиссии о мерах к прекращению ненормального вздорожания предметов первой необходимости (по борьбе с инфляцией, усилившейся в связи с Первой мировой войной).
После Февральской революции 1917 года «торговец-маслодел» Ф. Кабанов выполнял отдельные поручения Временного комитета Государственной думы (ВКГД). 17 марта был назначен комиссаром ВКГД и, одновременно, Временного правительства России на Северный фронт, в 5-ю армию, но от исполнения этих обязанностей отказался.
Последние сведения о нём относятся к 16 июня 1917 года, когда он избрался членом-заместителем в Общегосударственный продовольственный комитет, созданный при Министре Земледелия ещё 9 марта и заменивший собой Особое совещание по продовольствию. Дальнейшая судьба Ф. Кабанова неизвестна.

## Семья
По состоянию на 1912 год состоял в официальном браке. В семье воспитывался единственный ребёнок — сын.